# Rhynchostegiella vitiensis
Rhynchostegiella vitiensis är en bladmossart som beskrevs av Hugh Neville Dixon 1930. Rhynchostegiella vitiensis ingår i släktet nålmossor, och familjen Brachytheciaceae. Inga underarter finns listade i Catalogue of Life.